# Simon Weigmann
Simon Weigmann (* 5. Juli 1985) ist ein deutscher Ichthyologe, der sich vornehmlich mit Knorpelfischen befasst.

## Leben
Weigmann schrieb sich 2005 an der Universität Hamburg ein, wo er 2008 seine Bachelorarbeit New species of Neotanais Beddard, 1886 (Crustacea, Tanaidacea) from the deep sea of the tropical and southern East Atlantic Ocean vorlegte, die von Angelika Brandt betreut wurde. 2010 graduierte er ebenfalls unter der Leitung von Brandt mit der Arbeit Taxonomie, Verbreitung und Habitatnutzung der Elasmobranchier-Arten der Thailand-Sammelexkursion der Indo-Pazifischen Fischerei Kommission in 1993 zum Master mit Auszeichnung. Darüber hinaus arbeitete er als studentischer Assistent am Senckenberg Naturmuseum in Frankfurt am Main. Von 2010 bis 2011 sowie von 2014 bis 2015 war er als freiberuflicher Biologe tätig. Ab 2011 war er wissenschaftlicher Mitarbeiter am Biozentrum Grindel und Zoologischen Museum der Universität Hamburg, bis er 2014 mit der Dissertation Biodiversity and distribution of chondrichthyans in the deep western Indian Ocean  zum Doktor der Naturwissenschaften mit der Bewertung summa cum laude promoviert wurde. 2022 habilitierte er sich an der Universität Hamburg in Biologie.
2015 arbeitete er als Gastwissenschaftler am Biozentrum Grindel und Zoologischen Museum der Universität Hamburg. Im selben Jahr wurde er Abteilungsleiter für Produktmanagement, Medizinisches Management und Marketing und 2023 Chief Marketing & Communication Officer beim Unternehmen PlantTec Medical GmbH, einem Hersteller für medizinische Produkte. Ferner wurde er Leiter des Elasmo-Lab Hamburg, dem Forschungslabor für Plattenkiemer.
2011 und 2014 erhielt er den Student Bursary Award der European Elasmobranch Association. Seit 2016 ist er Gastwissenschaftler bei der IUCN SSC Shark Specialist Group (SSG) Indian Ocean und seit 2021 Vorsitzender der Arbeitsgruppe für integrative Taxonomie der IUCN SSC Shark Specialist Group.
Weigmanns Forschungsschwerpunkt liegt auf der Taxonomie und Systematik der Knorpelfische (Haie, Rochen, Seekatzen), die im tiefen westlichen Indischen Ozean vorkommen, einem Gebiet mit einer wenig erforschten Knorpelfischfauna und gleichzeitig zunehmenden kommerziellen Fischereiaktivitäten, intensivierter Tiefseefischerei und rückläufigen Populationen vieler Knorpelfischarten.
Weigmann war von 2017 bis 2023 Vorsitzender der Deutschen Elasmobranchier-Gesellschaft (D.E.G.), die 1995 gegründet wurde, sowie Chefredakteur der Gesellschafts-Zeitschrift Elasmoskop. Er ist ferner Mitglied des Naturwissenschaftlichen Vereins in Hamburg sowie der Gesellschaft für Fleischfressende Pflanzen (G.F.P.)
Weigmann war Peer-Reviewer bei mehr als 15 Fachzeitschriften, darunter Marine Environmental Research, Nature Ecology and Evolution und dem Zoological Journal of the Linnean Society. 2016 wirkte er am Buch Rays of the World (erschienen bei CSIRO Publishing) von Peter R. Last mit, wo er als Co-Autor bei den Familienkapiteln Rajidae, Arhynchobatidae, Anacanthobatidae und Gurgesiellidae beteiligt war. 2017 war er Co-Autor der Schrift Gefährdung und Schutz der Haie und Rochen in den deutschen Meeresgebieten der Nord- und Ostsee, die im Auftrag des Bundesamtes für Naturschutz (BfN) veröffentlicht wurde.
Weigmanns Artikel erschienen unter anderen in den Fachzeitschriften Zoology, Zootaxa, Fisheries & Limnology, Diversity, Mediterraen Marine Science, PLOS ONE sowie im Journal of Fish Biology.

## Erstbeschreibungen von Simon Weigmann
- Acroteriobatus andysabini Weigmann, Ebert & Séret, 2021
- Acroteriobatus stehmanni Weigmann, Ebert & Séret, 2021
- Akheilos White, Fahmi & Weigmann, 2019
- Akheilos suwartanai White, Fahmi & Weigmann, 2019
- Apristurus breviventralis Kawauchi, Weigmann & Nakaya, 2014
- Bythaelurus bachi Weigmann, Ebert, Clerkin, Stehmann & Naylor, 2016
- Bythaelurus stewarti Weigmann, Kaschner & Thiel, 2018
- Bythaelurus tenuicephalus Kaschner, Weigmann & Thiel, 2015
- Bythaelurus vivaldii Weigmann & Kaschner, 2017
- Carcharhinus humani White & Weigmann, 2014
- Etmopterus alphus Ebert, Straube, Leslie & Weigmann, 2016
- Etmopterus brosei Ebert, Leslie & Weigmann, 2021
- Indobatis Weigmann, Stehmann & Thiel, 2014
- Leucoraja longirostris Weigmann, Stehmann, Séret & Ishihara, 2024
- Neotanais guskei Weigmann & Guerrero-Kommritz, 2009
- Notoraja hesperindica Weigmann, Séret & Stehmann, 2021
- Okamejei ornata Weigmann, Stehmann & Thiel, 2015
- Orbiraja Last, Weigmann & Dumale, 2016
- Planonasus Weigmann, Stehmann & Thiel, 2013
- Planonasus indicus Ebert, Akhilesh & Weigmann, 2018
- Planonasus parini Weigmann, Stehmann & Thiel, 2013
- Pliotrema annae Weigmann, Gon, Leeney & Temple, 2020
- Pliotrema kajae Weigmann, Gon, Leeney & Temple, 2020
- Rajella paucispinosa Weigmann, Stehmann & Thiel, 2014
- Sinobatis brevicauda Weigmann & Stehmann, 2016
- Sinobatis kotlyari Stehmann & Weigmann, 2016
- Venusticrus rotermundiae (Weigmann & Guerrero-Kommritz, 2009)